# Bayeux
Bayeux [bajé] je mesto in občina v severozahodni francoski regiji Spodnji Normandiji, podprefektura departmaja Calvados. Mesto je imelo v letu 2012 13.674 prebivalcev, z urbano okolico vred pa okoli 23.000.

## Zgodovina
Mesto je bilo v rimskem imperiju znano kot Augustodurum. To pomeni durum (keltska beseda duro - 'vrata', valižansko dor, bretonsko dor" 'vrata') posvečena Avgustu, rimskemu cesarju. Keltska beseda duron, latinizirana kot durum, je bila verjetno uporabljena za prevajanje latinske besede forum (primer Frejusov Forum Julii, posvečen Juliju Cezarju.
Ime mesta izvira iz keltskega plemena Bajocassov, ki je živelo na tem območju v poznem cesarstvu..

### Poreklo
Mesto je bilo ustanovljen kot galsko-rimska naselbina v 1. stoletju pred našim štetjem pod imenom Augustodurum, Bayeux je glavno mesto ozemlja nekdanjega galskega ljudstva Bodiocassi katerih ime se pojavi v spisih Plinija starejšega. Dokaz o zgodnejši človeški prisotnosti na ozemlju prihaja iz utrjenih keltskih taborišč, vendar ni dokazov o kakršnem koli večjem keltskem mestu pred organizacijo Galije v rimskih civitates. Verjetno je šlo za omejene, raztresene keltske postojanke vzdolž bregov rek Aure in Drome ali na Mount Phaunus, kjer so imeli svetišče in kjer so našli pokopališča. Titus Sabinus, poročnik Julija Cezarja je zasedel regijo Bessin v imenu rimskega cesarstva.
Mesto omenja Ptolemaj v pismu vladarju Antoniusu Pijusu pod imenom Noemagus Biducassium (za Noviomagus Badiocassium - 'Novi trg Badiocassi') in tako je ostalo v času rimskega imperija. Glavna ulica je bila že središče mesta. Nekaj kopališč pod cerkvijo sv. Lovrenca in pošto na Dairy Street ter oblikovana glava boginje Minvere so najdbe, ki potrjujejo sprejetje rimske kulture. Podrobnejši pregled ogromnih blokov v letu 1990, odkritih v katedrali iz 19. stoletja, kažejo prisotnost stare rimske stavbe. Bayeux je bil zgrajen na razpotju med Lisieux in Valognes in se je razvil najprej na zahodnem bregu reke. Do konca 3. stoletja je bil ograjen z obzidjem, ki je bilo odstranjeno v 18. stoletju. Nekaj sledov je še vedno vidnih in jim je lahko slediti. Trdnjava v mestu se je nahajala v jugozahodnem kotu,  stolnica pa na jugovzhodu. Kot pomembno mesto v Normandiji, je bil Bayeux del obalne obrambe rimskega imperija proti piratom, tam je bila stacionirana rimska legija.

### Srednji vek
V času vikinških vpadov v poznem 9. stoletju, je bilo mesto v veliki meri uničeno, vendar je bilo obnovljeno v začetku 10. stoletja pod vladavino Bothonov. V 11. stoletju je nastalo pet vasi zunaj obzidja na severvzhodni strani, kar kaže na rast v vojvodini Normandiji. Viljem Osvajalec je v mestu zgradil stolnico, ki je bila posvečena leta 1077. Vendar pa je mesto začelo izgubljati pomen, ko je Viljem svoj sedež prestavil v Caen. Ko je kralj Henrik I. Angleški porazil svojega brata Roberta Curthosa za prevlado v Normandiji, je mesto zažgal za zgled ostalim v vojvodini. Pod Richardom Lionheartom, je bil Bayeux dovolj bogat za nakup občinske listine. Od konca Richardove vladavine do konca stoletne vojne, je bil Bayeux večkrat izropan, dokler ga ni zavzel leta 1417 Henrik V. Angleški. Po bitki pri Formigny, je Karel VII. Francoski ponovno zavzel mesto in odobril splošno amnestijo ljudstvu leta 1450. Zasedba Bayeux je napovedala vrnitev k blaginji, kot prostor za nove družine, ki so nadomestile tiste zdesetkane zaradi vojne in te so zgradile okoli 60 dvorcev razpršenih po vsem mestu, iz kamna, ki je izpodrinil les.

### Moderna doba
Ozemlje okoli Bayeuxa, imenovano Bessin, je bilo bailiffovo okrožje province Normandija vse do francoske revolucije.
Med drugo svetovno vojno je bil Bayeux med prvimi mesti, ki so jih zavezniki osvobodili in 16. junija je imel general Charles de Gaulle tam prvi pomembni govor na osvobojenih francoskih tleh. V njem je jasno povedal, da je Francija na strani z zavezniki. Stavbe v Bayeuxu so bile praktično nedotaknjene v bitki za Normandijo, saj so bile nemške sile v celoti vključene v obrambo Caena.
Vojno pokopališče v Bayeuxu s spomenikom vključuje največje britansko pokopališče iz časa druge svetovne vojne v Franciji. Tukaj se nahaja 4648 grobov, od tega 3935 britanskih in 466 nemških. Večina tistih, ki so pokopani so bili ubiti v invaziji na Normandijo.
V Bayeuxu je tudi spomenik vsem novinarjem, ki so izgubili svoje življenje, medtem ko so poročali. Spomenik je zasnoval francoski arhitekt Samuel Craquelin. Spomenik našteva imena 1889 novinarjev ubitih med letoma 1944 in 2007. Spomenik je bil postavljen v Bayeuxu zaradi svoje zgodovinske osvoboditve 7. junija 1944.

## Geografija
Kraj leži v pokrajini Bessin (Normandija), 7 km od obale Rokavskega preliva, med Cotentinskim polotokom na zahodu in oddaljen 30 km od Caena na vzhodu. Mesto leži na nadmorski višini med 32-67 metrov - s povprečjem 46 metrov - in ga razpolavlja reka Aure. Bayeux se nahaja na križišču ceste RN 13 in proge vlaka Pariz-Caen-Cherbourg.
Reka Aure, ki teče skozi Bayeux, ponuja panoramski pogled na številne lokacije. Ima relativno visoko stopnjo motnosti, hitrost njene rjavkaste vode je zmerna zaradi rahlega naklona vodotoka, vendar pa so hitrosti višje, kjer je na nekaterih mestih ozka, kot je to v centru Bayeuxa.

## Uprava
Bayeux je sedež istomenskega kantona, v katerega so poleg njegove vključene še občine Agy, Arganchy, Barbeville, Cottun, Cussy, Guéron, Monceaux-en-Bessin, Nonant, Ranchy, Saint-Loup-Hors, Saint-Martin-des-Entrées, Saint-Vigor-le-Grand, Subles, Sully in Vaucelles z 20.744 prebivalci.
Mesto je tudi sedež okrožja, sestavljenega iz kantonov Balleroy, Bayeux, Caumont-l'Éventé, Isigny-sur-Mer, Ryes in Trévières s 63.022 prebivalci.

## Znamenitosti
Glavna znamenitost mesta je muzej, v katerem hranijo tapiserijo iz Bayeuxa. Gre za zvitek iz leta 1077, na katerem je upodobljena zgodba o bitki pri Hastingsu (iz leta 1066). Tapiserijo je dal izdelati škof Odo iz Bayeuxa. Po legendi naj bi jo naredila Reine Matilda, žena Viljema Osvajalca, verjetno pa so bile narejene in oblikovane v Angliji.
Velika normansko-romanska in gotska stolnica Notre-Dame, Bayeux, posvečena leta 1077, je bila verjetno prvotni dom tapiserije, kjer naj bi jo razstavil Viljemov polbrat Odo iz Bayeuxa.
Jardin Botanique de Bayeux je botanični vrt iz leta 1864.
- Center Guillaume le Conquérant
- Ulica v Bayeuxu
- Glavni vhod v Vojno pokopališče
- Križ na pokopališču

## Osebnosti
- Exuperius (konec 4. Stoletje umrl c. 410), nadškof Toulousa.
- Sv. Vigor (umrl 537 AD), škof Bayeux 513-537, uničil poganski tempelj v Bayeux
- Sv. Marcouf (umrl 588 AD), svetnik, rojen v Bayeux, najbolj znan za celjenje skrofuloze
- Poppa Bayeux, žena Rollo
- Berengar II. Nevstrijski (umrl 896), grof Bayeux
- Viljem Osvajalec (1028-1087), vojvoda Normandije, Angleški kralj
- Alain Chartier (1392-1430), politik in pesnik
- Nicole Oresme (1323-1382), francoski filozof in znanstvenik;
- Pierre Du Bosc (1623-1692), pridigar
- Gabriel-Narcisse Rupalley (1745-1798), slikar
- François de Caumont (1768-1848), oblikovalec in slikar
- Gospodična George (1787-1867), igralka in Napoleonova ljubica
- François Gérard (1770-1837), slikar
- Joachim Rupalley (1718-1780) slikar
- Édouard Lair de Beauvais, (1790-1851), arhitekt
- Robert Lefèvre (1755-1830), slikar
- Arcisse de Caumont (1801-1873), arheolog, ustanovitelj Société des Antiquaires de Normandija
- Alfred Lair de Beauvais (1820-1869), organist in skladatelj
- Léon Le Cieux (1821-1873), violinist
- Georges Lenepveu (1857-1923), izumitelj in mojster steklar
- Lionel Lemonchois (rojen 1960), navigator

## Pobratena mesta
Bayeux je pobraten z:
| - Dorchester, Združeno kraljestvo - Lübeck, Nemčija - Chojnice, Poljska | - Sotome, Nagasaki, Japonska - Eindhoven, Nizozemska - Viborg, Danska |